# Lucas Høgsberg
Lucas Høgsberg (Farum, 23 giugno 2006) è un calciatore danese, difensore dello Strasburgo e della nazionale danese.

## Carriera

### Club
Cresciuto nel settore giovanile del Nordsjælland, ha debuttato in prima squadra il 5 aprile 2023 nell'incontro di Coppa di Danimarca vinto 4-1 contro l'Aarhus Fremad. Il 19 maggio seguente è stato stabilmente promosso in prima squadra con cui ha firmato un contratto professionistico valido fino al 2026.
Il 9 agosto 2025 viene ufficializzato il suo trasferimento allo Strasburgo, in Ligue 1, per 15 milioni di euro, firmando un quinquennale.

### Nazionale
Ha giocato con le nazionali giovanili danesi Under-16, Under-17 ed Under-19.
L'11 marzo 2025 ha ricevuto la sua prima convocazione con la nazionale maggiore danese. Esordisce il 7 giugno successivo disputando da titolare la gara amichevole vinta 2-1 contro l'Irlanda del Nord.

## Statistiche

### Presenze e reti nei club
Statistiche aggiornate al 25 aprile 2025.
| Stagione        | Squadra         | Campionato      | Campionato | Campionato | Coppe nazionali | Coppe nazionali | Coppe nazionali | Coppe continentali | Coppe continentali | Coppe continentali | Altre coppe | Altre coppe | Altre coppe | Totale | Totale | Totale |
| Stagione        | Squadra         | Comp            | Pres       | Reti       | Comp            | Pres            | Reti            | Comp               | Pres               | Reti               | Comp        | Pres        | Reti        | Pres   | Reti   |        |
| --------------- | --------------- | --------------- | ---------- | ---------- | --------------- | --------------- | --------------- | ------------------ | ------------------ | ------------------ | ----------- | ----------- | ----------- | ------ | ------ | ------ |
| 2022-2023       | Nordsjælland    | SL              | 1          | 0          | CD              | 1               | 0               | -                  | -                  | -                  | -           | -           | -           | 2      | 0      |        |
| 2023-2024       | Nordsjælland    | SL              | 0          | 0          | CD              | 1               | 0               | UECL               | 0                  | 0                  | -           | -           | -           | 1      | 0      |        |
| 2024-2025       | Nordsjælland    | SL              | 24         | 0          | CD              | 2               | 0               | -                  | -                  | -                  | -           | -           | -           | 26     | 0      |        |
| Totale carriera | Totale carriera | Totale carriera | 25         | 0          |                 | 4               | 0               |                    | 0                  | 0                  |             | -           | -           | 29     | 0      |        |

### Cronologia presenze e reti in nazionale
| Cronologia completa delle presenze e delle reti in nazionale ― Danimarca | Cronologia completa delle presenze e delle reti in nazionale ― Danimarca | Cronologia completa delle presenze e delle reti in nazionale ― Danimarca | Cronologia completa delle presenze e delle reti in nazionale ― Danimarca | Cronologia completa delle presenze e delle reti in nazionale ― Danimarca | Cronologia completa delle presenze e delle reti in nazionale ― Danimarca | Cronologia completa delle presenze e delle reti in nazionale ― Danimarca | Cronologia completa delle presenze e delle reti in nazionale ― Danimarca |
| Data                                                                     | Città                                                                    | In casa                                                                  | Risultato                                                                | Ospiti                                                                   | Competizione                                                             | Reti                                                                     | Note                                                                     |
| ------------------------------------------------------------------------ | ------------------------------------------------------------------------ | ------------------------------------------------------------------------ | ------------------------------------------------------------------------ | ------------------------------------------------------------------------ | ------------------------------------------------------------------------ | ------------------------------------------------------------------------ | ------------------------------------------------------------------------ |
| 7-6-2025                                                                 | Copenaghen                                                               | Danimarca                                                                | 2 – 1                                                                    | Irlanda del Nord                                                         | Amichevole                                                               | -                                                                        |                                                                          |
| 10-6-2025                                                                | Odense                                                                   | Danimarca                                                                | 5 – 0                                                                    | Lituania                                                                 | Amichevole                                                               | -                                                                        | 46’                                                                      |
| Totale                                                                   |                                                                          | Presenze                                                                 | 2                                                                        |                                                                          | Reti                                                                     | 0                                                                        |                                                                          |